# Champeaux
Champeaux-sur-Sarthe er en kommune i departementet Orne i regionen Basse-Normandie i det nordvestlige Frankrig.

## Eksterne kilder
- Champeaux-sur-Sarthe på l'Institut géographique national Arkiveret 11. marts 2007 hos  Wayback Machine